# Eriopyga aleuca
Eriopyga aleuca là một loài bướm đêm trong họ Noctuidae.